# E-M@il an Gott
E-M@il an Gott (intern. Titel: A Christmas Miracle) ist eine deutsche Weihnachtskomödie von Bernd Böhlich aus dem Jahr 1999 mit Constantin von Jascheroff in einer seiner ersten Kinderrollen, Otto Sander, Ben Becker, Ivan Desny und Horst Krause.

## Handlung
Der elfjährige Samuel wächst seit dem Tod seiner Mutter bei seiner Großmutter in Bayern auf. Als diese kurz vor Weihnachten im Sterben liegt, gibt sie ihm ein altes Foto von seinem Vater Ralph Martin und den Hinweis, dass dieser wohl in Frankfurt leben würde. Weil Samuel nicht ins Waisenhaus will, schickt er eine E-M@il an Gott, damit er ihm hilft, seinen Vater zu finden. Noch in derselben Nacht schleicht sich Samuel aus dem Haus und macht sich auf die Suche.
Im Himmel geht inzwischen die E-Mail ein und Petrus ist ein wenig verärgert, warum ausgerechnet vor Weihnachten Samuels Großmutter in das Buch der ewigen Ruhe eingetragen werden musste. Deshalb schickt er den Engel Rita auf die Erde, damit er Samuel und seinen Vater zusammenbringt und sich Rita gleichzeitig damit die himmlischen Flügel verdient. Sie trifft auf Samuel, als dieser es bereits bis in den Gepäckraum eines Flugzeugs nach Frankfurt geschafft hat. Dass Rita ein Engel sein soll, will Samuel nicht so recht glauben, akzeptiert dann aber, dass sie ihm helfen will. Nachdem sie fast alle Ralph Martins in Frankfurt aufgesucht haben, finden sie tatsächlich den Richtigen. Doch der will nichts davon hören womöglich einen Sohn zu haben und hält die beiden für Bettler. Samuel ist zutiefst enttäuscht. Als er zufällig in der Zeitung liest, dass sein Vater eine Baroness heiratet, ist er fest entschlossen seinen Vater noch einmal zu kontaktieren. Diesmal wird Ralph Martin zwar ein wenig nachdenklicher, aber trotzdem will er nichts von seiner angeblichen Vaterschaft hören. Samuel muss sich also etwas einfallen lassen und so schleicht er sich heimlich mit zum Polterabend seines Vaters. Dort belauscht er ein Gespräch zwischen der Baroness und ihrem Vater aus dem hervorgeht, dass die Hochzeit nur wegen Ralphs Vermögen erfolgen soll und Helena ihren Bräutigam gar nicht lieben würde. Als er dies seinem Vater verständlich machen will, ist dieser verärgert und schickt den Jungen erneut weg. Rita versucht auf ihre Weise Ralph ins Gewissen zu reden, damit er endlich erkennt, dass Samuel sein Sohn ist, aber Ralph bleibt hartherzig. Resigniert meldet sich Samuel freiwillig im nächsten Waisenhaus.
Genau am Heiligen Abend ist Ralphs Trauung und jetzt besinnt er sich endlich. Gemeinsam mit Rita eilt er in der Hochzeitslimousine zum Waisenhaus und bekennt sich zu seinem Sohn. Samuel ist überglücklich und Rita verabschiedet sich.

## Kritik
Rainer Tittelbach von tittelbach.tv wertete: „‚E-M@il an Gott‘ ist ein Märchen, das die Funktionalität der Erwachsenen-Welt mit dem Liebesbedürfnis eines Kindes konfrontiert. Kurzweilig und amüsant erzählt – nur, so recht mag man das Happy-End nicht glauben. Bernd Böhlich hat den Film mit Liebe zum Detail inszeniert.“